# Strawberry Lane
Strawberry Lane é uma telenovela filipina exibida pela GMA Network do dia 15 de setembro de 2014 a 2 de janeiro de 2015, estrelada por Bea Binene, Joyce Ching, Jake Vargas, Sunshine Dizon e Sheryl Cruz.

## Elenco

### Elenco principal
- Bea Binene como Clarissa Javier
- Jake Vargas como Gabby
- Joyce Ching como Dorina
- Kim Rodriguez como Jacq
- Kiko Estrada como Paul
- Jeric Gonzales como George
- Jhoana Marie Tan como Lupe
- Rita De Guzman como Lavinia Tolentino

### Elenco de apoio
- Sunshine Dizon como Elaine
- Sheryl Cruz como Monique
- Boots Anson-Roa como Stella
- Chanda Romero como Digna
- Christian Bautista como Richard
- TJ Trinidad como Jonathan 'Jun'

### Elenco recorrente
- Marky Lopez como Ricky
- Djanin Cruz como Loisa
- Dang Cruz como Lilette
- Lester Llansang
- Lexi Fernandez
- Abegail Joy Velasco
- Ima Pepita como Luisa
- Alisa Alano como Ruby
- Mosang
- Daniella Amable

### Convidados
- Ashley Cabrera como Dorina (jovem)
- Milkcah Wynne Nacion como Clarissa (jovem)
- Pamu Pamorada como Sandy+
- Anica Tindoy
- Angel Aviles

### Participação especial
- Tina Paner como Marcela / Salve+
- Raymond Bagatsing como Miguel
- Lani Mercado como Marissa Javier
- Tanya Garcia como Myrna Javier
- Jan Marini como Bebs
- Katya Santos como Helena
- Charee Pineda como Elise Bernarte